# Mansheyat Bani Hasan
O Mansheyat Bani Hasan é um clube de futebol jordaniano com sede em Al Mafrag. A equipe compete no Campeonato Jordaniano de Futebol.

## História
O clube foi fundado em 1978.

## Lista de treinadores
- Fares Shdifat
- Mahmoud Al-Khub
- Haitham Al-Shboul
- Khadr Badwan
- Bilal Al-Laham